# Tralfamadore
Tralfamadore è un pianeta immaginario che viene citato in numerosi romanzi dello scrittore statunitense Kurt Vonnegut. Il pianeta e i suoi abitanti sono rappresentati in modo diverso in diverse opere:
- Ne Le sirene di Titano, Tralfamadore è un pianeta della Piccola Nube di Magellano, abitato da una civiltà di macchine pensanti. I Tralfamadoriani inviano un loro emissario, Salo, verso una lontana galassia. A causa di un guasto alla sua astronave, Salo naufraga su Titano, una luna di Saturno e per comunicare con lui, i Tralfamadoriani interferiscono con la storia della Terra, spingendone gli abitanti a costruire gigantesche strutture che recano in realtà dei messaggi che solo Salo è in grado di leggere (per esempio, la Grande Muraglia cinese o Stonehenge). Salo fornisce anche indicazioni sul significato della parola "Tralfamadore", spiegando che significa sia "tutti noi" che "541".
- In Dio la benedica, signor Rosewater, Tralfamadore è un pianeta ipotetico, usato solo in modo retorico in un esercizio mentale.
- Nel romanzo Mattatoio n. 5, i Tralfamadoriani sono creature eterne, che esistono contemporaneamente in tutti gli istanti del tempo e pertanto conoscono sia la creazione che la fine dell'Universo, distrutto in un incidente causato da un pilota tralfamadoriano durante un test di volo. I Tralfamadoriani rapiscono il protagonista Billy Pilgrim e lo tengono in osservazione in uno zoo spaziale insieme a Montana Wildhack, un'attrice di film pornografici. Nel romanzo appaiono sotto forma di creature simili a sturalavandini per gabinetto: "erano alti sessanta centimetri, erano verdi e avevano la forma di uno sturalavandini. La ventosa poggiava per terra [...]. In cima a ogni ventosa c'era una manina con un occhio verde nel palmo[1]". Nella trasposizione cinematografica di George Roy Hill sono creature incorporee che si rapportano al protagonista a voce.
- In Hocus Pocus, Tralfamadore è il pianeta più vicino alla sede dove si riuniscono degli antichi esseri multidimensionali che controllano la vita della razza umana nel racconto "I Protocolli degli Anziani di Tralfamadore" (un riferimento ai Protocolli dei Savi di Sion), pubblicato da un anonimo in una rivista pornografica dal titolo Black Garterbelt (Giarrettiera nera)[2].
- In Cronosisma, Tralfamadore viene rappresentato come un luogo fantastico in un cui si danno incontro elementi chimici antropomorfizzati.

## Influenza culturale
Il gruppo musicale Madrugada ha pubblicato nel 2005 un album dal vivo intitolato Live at Tralfamadore
.